# Tirigã
Tirigã ( fl. final do terceiro milênio aC, 𒋾𒌷𒂵𒀀𒀭, ti-ri-ga-a-an )  foi o 19º e último governante Gutiano na Suméria mencionado na "Lista de reis sumérios" ( SKL ). De acordo com o SKL : Tirigã foi o sucessor de Si'um. Tirigan governou por 40 dias antes de ser derrotado por Utu-hengal de Uruk, c. 2050 aC.  

## Lista de Reis Sumérios
De acordo com a Lista de Reis Sumérios:

Tirigã governou por 40 dias. 21 reis; eles governaram por 124 anos e 40 dias. Então o exército de Gutium foi derrotado e a realeza foi levada para Uruk.

## Estela da vitória de Utu-hengal

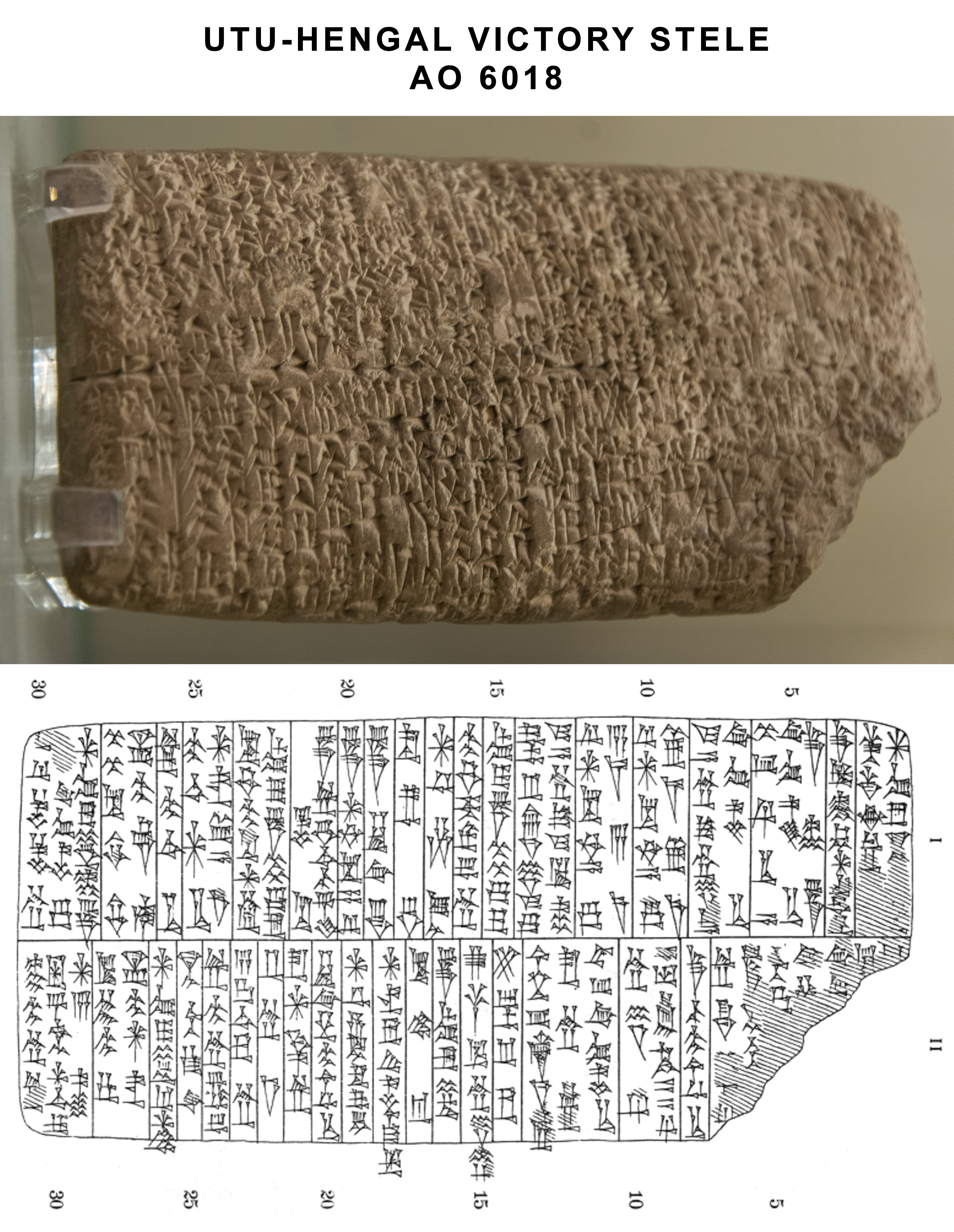
Estela da vitória de Utu-hengal AO 6018 (fotografia e transcrição do anverso).

Tirigã é mencionado extensivamente na estela da vitória de seu inimigo e sucessor, Utu-hengal (também conhecido como Utu-Khegal e Utu-Hegal):

As tropas inimigas se estabeleceram em todos os lugares. Tirigã, o rei de Gutium, abriu suas bocas (canal?), Mas ninguém saiu contra ele [i.e. Utu-hengal]. Ele já ocupou ambas as margens do Tigre. No sul, na Suméria, bloqueou a água dos campos, nas terras altas fechou as estradas. Por causa dele a erva cresceu alta nas estradas da terra.

  Depois de deixar o templo de Iškur, no quarto dia ele montou acampamento (?) em Naĝsu no canal Surungal, e no quinto dia ele montou acampamento (?) no santuário de Ili-tappê. Ele capturou Ur-Ninazu e Nabi-Enlil, generais de Tirigã enviados como enviados à Suméria, e os algemou.

  Então Tirigã, o rei de Gutium, fugiu sozinho a pé. Ele pensou estar seguro em Dabrum, para onde fugiu para salvar sua vida; mas como o povo de Dabrum sabia que Utu-ḫeĝal era um rei dotado de poder por Enlil, eles não deixaram Tirigã ir, e um enviado de Utu-ḫeĝal prendeu Tirigã junto com sua esposa e filhos em Dabrum. Ele colocou algemas e uma venda nos olhos dele. Antes de Utu, Utu-ḫeĝal o fez deitar a seus pés e colocou o pé em seu pescoço. Ele fez Gutium, a cobra com presas (?) das montanhas beber novamente das fendas (?), ele ……, ele …… e ele …… barco. Ele trouxe de volta a realeza da Suméria— Estela da Vitória de Utu-Hengal